# Alena Bartošová
Pour les articles homonymes, voir Bartošová.
Alena Bartošová (née le 17 septembre 1944 à Pipice) est une fondeuse tchèque.

## Palmarès

### Championnats du monde
- Championnats du monde de 1974 à Falun  Suède:
  -  Médaille de bronze en relais 4 × 5 km